# 笛吹童子
笛吹童子（ふえふきどうじ）は北村寿夫（きたむらひさお）の脚本によるラジオドラマである。NHKの新諸国物語の第2作として1953年（昭和28年）に毎週月曜から金曜まで15分間放送された。
放送期間は1953年1月5日 - 12月31日。
主題歌「笛吹童子」は作詞：北村寿夫、作曲：福田蘭童。
同年小説化され、以降、何度か映画化やテレビドラマ化された。

## ストーリー
時は室町時代、応仁の乱のころである。丹波国の満月城の城主、丹羽修理亮は野武士に攻められ、城は落ちた。彼には20歳そこそこの2人の息子がいる。兄は萩丸、弟は菊丸。武芸に秀でた萩丸は敢然と立ち向かうが、弟の菊丸はちがった。「武士なれば戦もしなければならぬ。戦いはいやだ。わたしは武士をすてて面作りになる」と言い残して都に暮らし始める。菊丸は笛の名手である。笛の音で濁りや汚れに満ちた人の心を洗うのであった。笛は師から伝わる名笛、春鶯囀（しゅんおうてん）。人々は彼を笛吹童子と呼んだ。

### スタッフ
- 音楽：福田蘭童
- 演出：山口淳

### キャスト
- 来宮良子
- 黒沢良
- 江田公一郎
- 山田清
- 尾崎勝子
- 山内雅人
- 池田忠夫
- 佐藤友彦

ほか

## 小説
- 『笛吹童子』 1953年、北村寿夫（著）、御正伸（絵）、宝文館
- 『笛吹童子・紅孔雀』 1990年、北村寿夫（著）、香西久（元NHKチーフ・ディレクター、解説）、講談社（スーパー文庫）、ISBN 4062047403
- 『笛吹童子』 1998年、橋本治（著）、北村寿夫（原作）、橋本治（解説「今の時代に合うように書き直した」）、講談社 (痛快世界の冒険文学; 7)、ISBN 4062680076
- 『完全版 新諸国物語 第一巻』　2010年、北村寿夫(著）、末國善己（編）、作品社。

## 映画『新諸国物語 笛吹童子』
1954年（昭和29年）4月公開。東映製作、東映京都撮影所作品。第一部公開後、週替わりで全三部作が順次公開された。
- 第一部:『どくろの旗』
- 第二部:『妖術の斗争』
- 第三部:『満月城の凱歌』

### 製作
本作も『紅孔雀』もラジオドラマが先で、映画に持って来たのはマキノ光雄とマキノの元で製作を仕切っていた岡田茂両プロデューサーである。
東映は設立間もなく、四苦八苦を絵にかいた状態で、歳末に高額スターたちにギャラも払えない有様。中村錦之助( のちの萬屋錦之介 )は1954年正月過ぎの松竹『ひよどり草紙』で美空ひばりの相手役として映画に出ることになり、この作品の後、新東宝『花吹雪御存じ七人男』に出演し、その後、新芸プロの福島通人プロデューサーが東映に錦之助を売り込みに来た。
対応したのがマキノ光雄と岡田茂。マキノは当時、東京本社に勤務していた。鉄道院出身の大川博社長の厳命を受け、現場を仕切ったのが製作部で、当時30歳の岡田製作課長が東映の全ての映画の予算を握り、徹底した予算主義を敷いていた。マキノと岡田が錦之助ひとりでは承知せず、福島が景品として付けたのが美空ひばりだった。最終的な交渉の席は、ひばりの母・加藤喜美枝とひばりの親代わりだった田岡一雄、岡田の三者会談となり、この時、田岡と対峙した岡田の逸話は伝説化している。美空ひばりの獲得に成功した岡田は、それまでの東映カラーにない時代劇を作ろうと意気込んだ。このため岡田はマキノから「おまえしかおらん」とほぼ一回り年下のひばりの世話係をさせられた。歌の実演や地方興行などと撮影のスケジュール調整が大変だったという。『笛吹童子』第一部の後『唄しぐれ おしどり若衆』で、ひばりの切なる希望で相手役に錦之助を指名。二人が組んだとき、岡田は「これはいける」とピンときたという。東映のツキ初めは正にここであった。
岡田は錦之助が初めて東映京都撮影所（以下、東映京都）を訪れた1954年に挨拶に来た錦之助に会った。最初は特に強い印象は持たなかったが『笛吹童子』の撮影初日に撮影の三木滋人と監督の萩原遼が岡田の部屋に来て、「今度入った錦之助、あれは本物や。大物になるでぇ」と言うので、岡田も撮影を見に行ったら「本当だ」と感心し、すぐに東京本社にいたマキノ光雄に電話して「錦之助は大スターになる」と報告した。錦之助は撮影初日の午前中で監督やスタッフの気持ちを掴み、アッという間に撮影所内で親玉になった。

### 興行
東映は二本立て興行を打ち出して間もなくで、第一部～第三部まですべて長編の添え物中編で、第一部『どくろの旗』の併映が『悪魔が来りて笛を吹く』、第二部『妖術の闘争』の併映は『唄しぐれ おしどり若衆』(主演・美空ひばり)、第三部『満月城の凱歌』の併映は『鳴門秘帖』(市川右太衛門主演）であった。第一部～第三部を一挙に製作して、前編、中編、後編と三回に分けて公開させた。これにより三作で一本分の製作費で済んだ。東映はまだ経営が厳しい状況にあったが、「電気紙芝居」とか「ジャリすくい」などとバカにされながら、少年観客層の圧倒的な人気を集め、特大のヒットを記録した。マキノは錦之助が「あんなに人気が出るとは思わなかった」と話していたというが、錦之助は半年もかからず大人気となった。映画が大当たりするとマキノは岡田に「稼げる時に稼がにゃアカン、毎週、錦之助を出せ」と無茶苦茶言って来たため、毎晩徹夜で一本を5日間で撮らせた。すると錦之助は「俺、死んじゃうよ」と岡田に訴えて来た。岡田は「あれだけ短期間でスターダムにのし上がったのは、私の知る限りでは、錦之助と石原裕次郎だけです」と話している。
開館して間もない東映の直営館第1号である渋谷東映は、殺到する観客は収容しきれず、ニュースと短編を上映していた地下劇場の営業を中止し、上下両劇場で本作を上映した。高岩淡は1954年に東映に入社し、新人研修期間に同劇場で呼び込みともぎりをやらされ、「1日1万人もお客が入り、座れない子供たちが舞台の上まで鈴なり。後方でお父さん全部が子どもを肩車で担いでいる光景に感激した」と話している。岡田は「入場料金を段ボール箱にどんどん投げ込んで溢れる百円札を足で踏み付けて、事務所に持って行って、待機している銀行員が勘定するというように無茶苦茶お客さんが入った」と話している。
後に東宝の社長になった高井英幸も、子どもの頃、日本映画では最初に夢中になった映画で、麻布映画劇場に通いつめたと話している。高井は「大変シンプルな勧善懲悪の物語だったが、原始的なトリックを使っていたとはいえ、当時の小、中学生にとっては、その特撮にわくわくさせられた、"トリ"（メイン作）の方は覚えていない」などと話している。
当時の東映は片岡千恵蔵・市川右太衛門の二大スターが出る重戦車のような作品があったが、それには若いファンはいなかった。マキノと岡田はそれらに中村錦之助や東千代之介の作品を組ませてバランスを取り、二本立てで公開した。また月形龍之介・大友柳太朗を加えた娯楽時代劇と相まって、東映の進路に清新な活気を吹き込んで幅の広がりをもたらし、第一期黄金時代の原動力になった。創立5年目の1956年に配給収入で東映は業界首位に躍り出た。マキノ光雄は1957年に亡くなったが、岡田茂を中心とする製作部主導の大衆娯楽時代劇の量産はその後も拡大した。

### エピソード
本作が公開されるまでの東映は、前身の東横映画時代からの不調がどん底で、当時本社のあった渋谷界隈では、赤ちょうちんの一杯飲み屋でも「東映の社員にツケで飲ますな」と言われたほどだった。ところが錦之助の人気爆発と共に、製作する映画が次から次へと大当たりし、一気に息を吹き返した。こうなると現金なもので、渋谷はもとより、銀座、赤坂、六本木あたりまで「お勘定はいつでも結構ですから」と東映社員を大歓迎した。また京都での錦之助のモテっぷりは、錦之助を中心に地球が回っているかのような騒ぎで、両手に祇園の舞妓を抱いてザブンと風呂に入ったなどの伝説も生まれた。

### 影響
この時期、長編の添え物として製作された『笛吹童子』『里見八犬伝』『紅孔雀』などの中編の冒険時代劇は熱狂的に受け入れられ、中村錦之介や東千代之介といったアイドルを生み、東映動画、東映まんがまつりと合わせ、子どもたちに娯楽版で映画館通いを覚えさせ、未来の観客を作り育てた。この路線を開拓した東映は、これを契機に徹底した娯楽路線を東映時代劇の全盛時代を築くことになる。娯楽版の成功は東映専門館の拡大に貢献し、1953年末は数10館にすぎなかった専門館が、1954年2月に95館、8月に149館に急増した。東映娯楽版を真似て、松竹、東宝、大映など各社も競って中編作品の製作に乗り出した。また娯楽版の製作は新人の監督や脚本家が数多く抜擢され、脚本の結束信二、監督の河野寿一、小沢茂弘、小林恒夫らがここから頭角を現した。また、倍賞美津子や、高平哲郎、角川春樹など、当時幼少期を送った映画人の中に『笛吹童子』や『里見八犬伝』『紅孔雀』を初めての映画体験と話す者も多い。 相米慎二は「『セーラー服と機関銃』の活劇シーンは『紅孔雀』とかのつもりで撮った」と話している。

### スタッフ
監督の萩原ほか小川、三木らスタッフはこの年暮に、ほぼ同じキャストで『紅孔雀』を制作している。
- 監督：萩原遼
- 企画：マキノ光雄、宮城文夫
- 脚本：小川正
- 撮影：三木滋人
- 照明：福田晃市
- 録音：石原貞光
- 美術：鈴木孝俊
- 編集：宮本信太郎
- 音楽：福田蘭童
- 進行主任：徳田米雄
- 装置：弥田勇造
- 装飾：神先頌尚
- 記録：堀ひろ子
- 衣裳：三上剛
- 美粧：林政信
- 結髪：西野艶子
- スチール：平井稔乃
- 擬斗：足立伶二郎
- 助監督：小沢茂弘
- 撮影助手：坪井誠
- 照明助手：井上義一
- 録音助手：墨関治
- 美術助手：川上晃
- 編集助手：神田忠男
- 演技事務：田辺嘉昭
- 進行：杉井進

### キャスト
菊丸役の中村錦之助は、本作が初主演作であり、これをきっかけに東千代之介とともにスター街道を駆け上がることとなった。
- 霧の小次郎：大友柳太朗
- 赤柿玄蕃：月形龍之介

- 萩丸：東千代之介
- 胡蝶尼：高千穂ひづる
- 桔梗：田代百合子
- 菊丸：中村錦之助

- 丹羽修理亮：河部五郎
- 上月右門：清川荘司（新東宝）
- 上月左源太：島田照夫
- 浅茅：松浦築枝
- 劉風来：水野浩
- 斑鳩隼人：楠本健二
- 紅鳳：美山黎子
- 志野：五月蘭子
- 堂三：吉田義夫
- 武術大師：山内吾郎
- 堤婆：千石規子
- 雪山：高松錦之助
- 鈍作：大西三郎
- 杢介：かつら五郎
- 藤江：六条奈美子
- 白蓮尼：八汐路恵子
- 玄蕃の手下：大丸巌、小金井修、原京市、中野文男、藤木錦之助
- 白鳥党：津村礼司、島田秀雄、世羅豊
- 船頭：浅野光男、熊谷武

### ネット配信
YouTube「東映時代劇YouTube」の時代劇映画配信枠「傑作時代劇DAY」で期間限定の無料配信が行われた。
|        | 配信期間①  | 配信期間①  | 配信期間②  | 配信期間②  |
| ------ | ---------- | ---------- | ---------- | ---------- |
| 第一部 | 2022.01.08 | 2022.01.22 | 2024.12.21 | 2025.01.19 |
| 第二部 | 2022.01.22 | 2022.02.05 | 2024.12.21 | 2025.01.19 |
| 完結篇 | 2022.02.05 | 2022.02.19 | 2024.12.21 | 2025.01.19 |

※2回目の配信は、『室町無頼』を記念して。

## テレビドラマ

### 1960年版『笛吹童子』
- 1960年5月6日 - 12月30日
- 放映：NET（全35話）
- 製作：東映
- 提供：トクホン本舗(鈴木日本堂＝現：トクホン)一社
- 出演：北大路欣也、山手宏太郎、新草恵子、佐伯徹、三沢あけみ、島倉征夫、影山泉
- 主題歌：『笛吹童子』作詞：加藤省吾、作曲：小澤秀夫

放送と合わせて、「原作：北村寿夫、脚本：和家寿夫・江原比佐夫、まんが：益子かつみ」名義で、月刊誌「少年画報」（少年画報社刊）にコミカライズ版が連載、更に「原作：北村寿夫、絵：石井きよみ」名義で、少女月刊誌「ひとみ」（秋田書店刊）にもコミカライズ版が連載された。

### 1972年版『新諸国物語 笛吹童子』
- 1972年12月3日 - 1973年6月3日
- 放送話数：全26話
- 放映：TBS
- 製作：大映テレビ
- 製作協力：映像京都
- 出演：岡村清太郎(菊丸)、内田喜郎(萩丸)、瞳順子(桔梗)、藤岡重慶(赤垣玄蕃)、神太郎(霧の小次郎)、市毛良枝(胡蝶尼)、丘夏子、水上保広(上月左源太)、原聖四郎(上月右門)、岩田正、花岡秀樹、玉川良一、小林昭二、岸ユキ、木村功(丹羽修理亮)、小山明子(伊勢)、五味龍太郎、上野山功一、伊吹新吾(風魔影郎太)、内田勝正、他/富田耕生(語り)
- 主題歌1：『笛吹童子』作詞：北村寿夫、作曲：福田蘭童、編曲：小谷充、歌：みすず児童合唱団
- 主題歌2：『戦え!笛吹童子』作詞：京都映三、作曲：渡辺岳夫、編曲：小谷充、歌：岡村清太郎、みすず児童合唱団

第二次怪獣ブームの最中での放送だったため、特撮を多用しており、妖怪が登場するのも特徴である。
提供は不二家一社である。約18年間続いた「不二家の時間」（日曜19:30 - 20:00）は当番組を以って終了となった。
放送と合わせて、週刊誌「少年サンデー」（小学館刊）や小学館の学習雑誌にコミカライズ版が連載された。
放送局
- TBS（制作局）：日曜 19:30 - 20:00
- 北海道放送：日曜 19:00 - 19:30[31]
- 青森テレビ：日曜 19:30 - 20:00[32]
- 岩手放送：日曜 19:30 - 20:00[32]
- 秋田放送：火曜 18:00 - 18:30[33]
- 山形放送：火曜 18:00 - 18:30[33]
- 東北放送：日曜 19:30 - 20:00[32]
- 福島テレビ：日曜 19:30 - 20:00[32]
- 新潟放送：日曜 19:30 - 20:00[34]
- 北陸放送：日曜 19:30 - 20:00[34]
- 福井放送：火曜 18:00 - 18:30[35]
- 信越放送：日曜 19:30 - 20:00[36]
- テレビ山梨：日曜 19:30 - 20:00[37]
- 静岡放送：日曜 19:30 - 20:00[37]
- 中部日本放送：日曜 19:30 - 20:00[38]
- 朝日放送：日曜 19:30 - 20:00[39]
- 山陰放送：日曜 19:30 - 20:00[40]
- 日本海テレビ：火曜 18:00 - 18:30[41]
- 山陽放送：日曜 19:30 - 20:00[42]
- 中国放送：日曜 19:30 - 20:00[42]
- 四国放送：火曜 18:00 - 18:30[43]
- 南海放送：火曜 18:00 - 18:30[44]
- テレビ高知：日曜 19:30 - 20:00[45]
- RKB毎日放送：日曜 19:30 - 20:00[46]
- 長崎放送：日曜 19:30 - 20:00[46]
- 熊本放送：日曜 19:30 - 20:00[46]
- 大分放送：日曜 19:30 - 20:00[44]
- 南日本放送：日曜 19:30 - 20:00[47]
- 琉球放送：日曜 19:30 - 20:00[48]

### 人形劇『新諸国物語より笛吹童子』
- 1977年4月4日[49] - 1978年3月17日[50]
- 放映：NHK

放送時間（JST）は平日18時5分 - 18時20分と、1973年3月終了の『ネコジャラ市の11人』以来4年ぶりに元の枠に戻っているが、1978年4月より『600 こちら情報部』開始にともない、次作『紅孔雀』は18時25分 - 18時40分に移動する。
1993年2月18日放送の「青春TVタイムトラベル」（BS2）では最終回が再放送されている。
2016年現在、第1回、第206回 - 第218回、最終回の計15話が現存する。このうち第1回・最終回を除く13回分については、人形奏者の伊東万里子からNHKに提供されたもの。
声の出演
- 丹羽菊丸：里見京子
- 丹羽萩丸：近石真介
- 上月右門：内村軍一
- 赤柿玄蕃：川久保潔
- 青鮫十兵衛：山田俊司
- 上月左源太：関根信昭
- 千鶴：吉田理保子
- 胡蝶尼:真理ヨシコ
- 小林恭治
- 松島みのり
- 潘恵子
- 小山まみ
- 斉藤潔
- 八木光生
- 友部光子
- 中村恵子
- 語り手：雷門ケン坊